# Mastermind
A Mastermind színkeresős egyszemélyes táblajáték, melyben a játékosnak általában tíz lépése van kitalálni, melyik színek, milyen sorrendben van elrejtve.

## A játék menete
A játék elején el van rejtve -többnyire négy- szín, melyet tíz lépésből, tippeléssel kell kitalálni, általában 6-10 szín közül. Minden egyes tippelés után jelzések mutatják meg, mennyire sikerült eltalálni a színeket és a sorrendjüket. Nehezítésképpen lehet több színnel is játszani, illetve úgy is, hogy több színt kelljen kitalálni. (Pl. a 12 színből melyik 8 van elrejtve, egy szín többször is szerepelhessen.)

## Jelzések
Sötét színnel jelzik darabszámra azokat a találatokat, amelyek benne vannak és jó helyen.
Világos színnel pedig szintén darabszámra, amelyek ugyan benne vannak, de nem jó helyen.

## Egyéb változatok

### Egyszerűsített változat
A jelzések azt is megmutatják, hogy konkrétan melyik szín van jó helyen, és melyik van benne, de nem jó helyen. Így könnyebb ugyan kitalálni, de hamarabb is ér véget a játék.

### Számjegyes változat
A szabály ugyanaz, csak itt színek helyett – többnyire négyjegyű – számot kell kitalálni tíz lépésből. A jelzések itt kétjegyű számokban mutatkoznak: az eltalált és jó helyen levő számjegyek száma az első, illetve az eltalált, de rossz helyen levő számjegyek száma a második. Példa: a kitalálandó szám: 8029. Az egyik tipp: 6893. Válasz: 02 (két számjegy is benne van, de egyik sincs jó helyen). A „40” válasz jelenti, hogy megvan a keresett szám (mind a 4 számjegy eltalálva, és mind a 4 jó helyen).

### Betűs változat
Kevésbé elterjedt változat. A szabályok gyakorlatilag megegyeznek a többi változat szabályaival, ám itt betűk vannak, és egy – többnyire négybetűs – szót kell kitalálni.
A tippek után itt is jelzések jelennek meg. Pipával jelzi, hogy az adott betű benne van és jó helyen, illetve X-szel, ha benne van, de nem jó helyen. A jelzések darabszámra történnek.